# Sinal de Grey-Turner

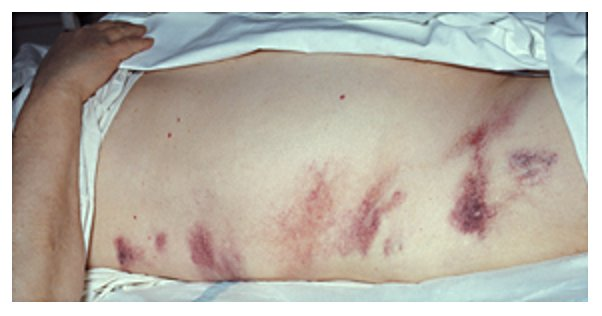
Sinal de Grey Turner

Em Medicina, o sinal de Grey-Turner refere a equimoses nos flancos. Este sinal leva 24-48 horas para aparecer e prediz um ataque severo de pancreatite aguda, com taxa de mortalidade crescendo de 8-10% para 40%. Pode ser acompanhado pelo sinal de Cullen.
Está também associado a pancreatites necrohemorrágicas.
O sinal recebe o nome em homenagem ao cirurgião britânico Dr. George Grey Turner.

## Causas
As principais causas são:
- Pancreatite aguda, resultante da acumulação de metemalbumina subcutânea existente no abdómen.
- Trauma abdominal
- Ruptura de aneurisma da aorta abdominal.
- Gravidez ectópica hemorrágica
- Hemorragia espontânea secundária a coagulopatia (congênita ou adquirida)